# Richard Rodgers
Richard Charles Rodgers, född 28 juni 1902 i Queens i New York, död 30 december 1979 i New York i New York, var en amerikansk kompositör. Han skrev över 900 sånger och 43 Broadway-musikaler. Redan som artonåring skrev han sin första Broadway-musikal.
Han samarbetade från 1919 med textförfattaren Lorenz Hart (1895-1943). Efter dennes död skedde samarbete med Oscar Hammerstein II (1895-1960).
Ingen amerikansk kompositör har haft en längre och mer framgångsrik karriär än Richard Rodgers. Han har skrivit musiken till några av de allra mest populära musikalerna någonsin och många av melodierna har blivit så kallade evergreens, till exempel Oklahoma ("Oh, What a Beautiful Morning"), South Pacific ("Some Enchanted Evening" och "I'm in Love with a Wonderful Guy"), Kungen och jag ("Getting to Know You", "Shall We Dance", "Hello Young Lovers") och kanske den mest populära av de alla, Sound of Music. En annan av Richard Rodgers mest kända sånger är "The Lady Is a Tramp".
Melodin "It Might As Well Be Spring" från filmen Vår i luften Oscars-belönades 1945.

## Verk med musik av Richard Rodgers

### Text av Lorenz Hart
- One Minute Please
- Fly with Me (1920)
- Poor Little Ritz Girl (1920)
- The Melody Man (1924)
- The Garrick Gaieties (1925–26)
- Dearest Enemy (1925)
- The Girl Friend (1926)
- Peggy-Ann (1926)
- Betsy (1926)
- A Connecticut Yankee (1927)
- She's My Baby (1928)
- Present Arms (1928)
- Chee-Chee (1928)
- Spring Is Here (1929)
- Heads Up! (1929)
- Ever Green (1930)
- Simple Simon (1930)
- America's Sweetheart (1931)
- Din för i kväll (1932)
- Jumbo (1935)
- On Your Toes (1936)
- Vi charmörer (1937)
- I'd Rather Be Right (1937)
- I Married an Angel (1938)
- The Boys from Syracuse (1938)
- Too Many Girls (1939)
- Higher and Higher (1940)
- Pal Joey (1940–41)
- By Jupiter (1942)
- Rodgers & Hart (1975), revymusikal

### Text av Oscar Hammerstein II
- Oklahoma! (1943)
- Carousel (1945)
- Allegro (1947)
- South Pacific (1949)
- Kungen och jag (1951)
- Me and Juliet (1953)
- Pipe Dream (1955)
- Askungen (1957)
- Flower Drum Song (1958)
- Sound of Music (1959)
- Vår i kroppen (1962) (film)
- A Grand Night for Singing (1993), revymusikal
- State Fair (1996) (scenmusikal baserad på Vår i kroppen)

### Andra textförfattare och soloarbeten
- Victory at Sea (1952) (Robert Russell Bennett)
- No Strings (1962) (text av Rodgers)
- Do I Hear a Waltz? (1965) (Stephen Sondheim)
- Androcles and the Lion (TV) (1967) (text av Rodgers)
- Two by Two (1970) (Martin Charnin)
- Rex (1976) (Sheldon Harnick)
- I Remember Mama (1979) (Martin Charnin/Raymond Jessel)